# Mildred Pierce
Mildred Pierce är en amerikansk miniserie från 2011 i fem avsnitt, regisserad av Todd Haynes och med Kate Winslet i huvudrollen som Mildred Pierce. Serien är en nyinspelning av långfilmen Mildred Pierce - en amerikansk kvinna från 1945 och bygger på romanen med samma namn av James M. Cain. I långfilmsversionen spelades Mildred Pierce av Joan Crawford.

## Handling
Handlingen kretsar kring hemmafrun Mildred Pierce i Los Angeles som efter att ha kastat ut sin otrogne man, försöker hitta ett arbete i ett Kalifornien drabbat av depression. För att kunna försörja sin familj får hon både svälja sin egen stolthet och uthärda äldsta dottern Vedas förakt när hon tvingas ta ett servitrisjobb på en krog. Mildreds karriär tar så småningom fart och mycket av handlingen kretsar kring klass och social status.

## Utmärkelser
Serien blev mycket uppmärksammad och nominerades 2012 till fyra Golden Globes bland annat för Bästa miniserie. Kate Winslet vann en Golden Globe för Bästa kvinnliga huvudrollsinnehavare. Kate Winslet och Guy Pearce vann även varsin Emmy 2011 som Bästa kvinnliga huvudrollsinnehavare respektive Bästa manlige birollsinnehavare. Serien var nominerad i ytterligare 20 kategorier.

## Skådespelare
- Kate Winslet – Mildred Pierce
- Brían F. O'Byrne – Bert Pierce
- Melissa Leo – Lucy Gessler
- James LeGros – Wally Burgan
- Mare Winningham – Ida Corwin
- Guy Pearce – Monty Beragon
- Morgan Turner – Veda Pierce som ung
- Evan Rachel Wood - Veda Pierce
- Quinn McColgan – Ray Pierce